# Valley Center, Kalifornien
Valley Center är en ort (CDP) i San Diego County, i delstaten Kalifornien, USA. Enligt United States Census Bureau har orten en folkmängd på 9 277 invånare (2010) och en landarea på 71 km².